# Disco 2
Disco 2 és el vuitè àlbum (la tercera recopilació) del grup anglès de pop electrònic Pet Shop Boys. Va aparèixer al mes de setembre de 1994.
S'hi inclouen versions remesclades de temes inclosos al seu disc anterior, l'aclamat Very, a més de cares B dels senzills que se n'editaren, també remesclades. Tot el material està mesclat pel DJ Danny Rampling i les cançons s'encavalquen entre elles, com en una sessió de discoteca.
Als Estats Units s'hi va editar una versió especial de "Disco 2", amb un CD addicional que inclou nous temes i mescles.

## Temes
1. Absolutely Fabulous (Rollo Our Tribe Tongue-In Cheek Mix) – 0,29
2. I Wouldn't Normally Do This Kind of Thing (Beatmasters Extended Nude Mix) – 4,15
3. I Wouldn't Normally Do This Kind of Thing (DJ Pierre Wild Pitch Mix) – 2,59
4. Go West (Farley & Heller Mix) – 3,40
5. Liberation (E Smoove 12" Mix) – 6,09
6. So Hard (Morales Red Zone Mix) – 2,48
7. Can You Forgive Her? (Rollo Dub) – 4,03
8. Yesterday, When I Was Mad (Junior Vasquez Fabulous Dub) – 4,54
9. Absolutely Fabulous (Rollo Our Tribe Tongue-In Cheek Mix) – 6,01
10. Yesterday, When I Was Mad (Coconut 1 12" Mix) – 2,12
11. Yesterday, When I Was Mad (Jam & Spoon Mix) – 5,01
12. We All Feel Better In The Dark (Brothers In Rhythm After Hours Climax Mix) – 5,21

## CD extra (edició nord-americana)
1. Decadence – 3,55
2. Some speculation – 6,33
3. Euroboy – 4,28
4. Yesterday, when I was mad (RAF Zone Dub Mix) – 5,37
5. I wouldn't normally do this kind of thing (7" Mix) – 4,45